# Mörchnerscharte
Mörchnerscharte (auch Mörchenscharte) heißt ein Doppelsattel in den Zillertaler Alpen zwischen dem Zemmgrund im Westen und dem Floitengrund im Osten. Die höhere Scharte ist die nördliche mit 2872 m ü. A. (Lage), über welche auch ein Wanderweg führt. Sie ist zugleich der Kulminationspunkt des jährlich im August stattfindenden Zillertaler Steinbockmarschs. Die nicht weit entfernte südliche Scharte ist 2848 m ü. A. hoch (Lage); es schließen sich südöstlich der Kleine Mörchner, Mörchnerkees und Große Mörchner an.